# Stazione meteorologica di Livorno Istituto Nautico
La stazione meteorologica di Livorno Istituto Nautico, nota originariamente come Osservatorio Pietro Monte, è la stazione meteorologica di riferimento per la città di Livorno. 

## Storia
La stazione meteorologica iniziò la sua attività nel 1856, grazie a Pietro Monte che fondò un osservatorio presso il Regio Liceo, nelle vicinanze della chiesa di San Sebastiano.
L'attività dell'osservatorio meteorologico andò avanti sotto la guida del religioso fino alla sua morte avvenuta il 4 maggio 1888.
Da allora, divennero responsabili della stazione meteorologica i professori dell'Istituto Nautico, da cui prende anche la denominazione attuale.
Nel 1924 la stazione entrò a far parte del Servizio Idrologico Regionale.
Nel periodo della seconda guerra mondiale le attività di osservazione vennero sospese a causa dei gravissimi danneggiamenti subiti durante i bombardamenti.
Riattivata nel 1951, la stazione meteorologica è rimasta sotto la direzione dei professori dell'Istituto Nautico fino agli anni settanta.
Il 31 dicembre 1998 furono fatte le ultime osservazioni meteorologiche prima della sua dismissione.
Il periodo di oblio, tuttavia, fu di durata relativamente breve, grazie all'attivazione di una nuova stazione meteorologica da parte del LaMMA CoMMA-Med dell'Ibimet CNR nel novembre 2003, la cui ubicazione è il tetto dell'Istituto Nautico, nel cui complesso sono custodite le antiche strumentazioni utilizzate.
I dati rilevati dallo storico osservatorio meteorologico dal 1856 al 1998 sono conservati presso la biblioteca dell'Archivio Storico del Comune di Livorno; i dati in tempo reale e di archivio più recenti, rilevati dal 2003 in poi dalla nuova stazione, sono disponibili sul sito web del LaMMA.

## Caratteristiche
La stazione meteorologica, del servizio idrologico regionale facente capo al Compartimento di Pisa, si trova nell'Italia centrale, in Toscana, nella città di Livorno, con sensori posti a 25 metri s.l.m. e alle coordinate geografiche indicative di 43°33′N 10°18′E.
Facente parte del servizio idrologico regionale a cui trasmette i dati rilevati, la stazione si trova in un'ubicazione prossima al mare, che tende a limitare l'escursione termica annua e giornaliera, oltre ai picchi di caldo e agli eccessi di freddo.

## Dati climatologici 1961-1990
In base alla media trentennale di riferimento (1961-1990) per l'Organizzazione Mondiale della Meteorologia, la temperatura media del mese più freddo, gennaio, si attesta ai +7,8 °C; quella del mese più caldo, luglio, è di +23,8 °C; l'escursione termica giornaliera è contenuta in ogni stagione, mentre si contano soltanto 5 giorni di gelo all'anno.
Le precipitazioni medie annue, attorno ai 750 mm e mediamente distribuite in 84 giorni, presentano un minimo estivo e un evidente picco autunnale.
Il vento presenta una velocità media annua di 3,4 m/s, con minimo di 3 m/s a settembre e massimi di 3,6 m/s a marzo, ad aprile, a novembre e a dicembre; le direzioni prevalenti sono di grecale tra dicembre e febbraio e ad ottobre, di libeccio tra marzo e maggio, di ponente tra giugno e settembre, di levante a novembre.
| Livorno Istituto Nautico (1961-1990) | Mesi   | Mesi   | Mesi   | Mesi   | Mesi   | Mesi  | Mesi  | Mesi  | Mesi  | Mesi   | Mesi  | Mesi   | Stagioni | Stagioni | Stagioni | Stagioni | Anno |
| Livorno Istituto Nautico (1961-1990) | Gen    | Feb    | Mar    | Apr    | Mag    | Giu   | Lug   | Ago   | Set   | Ott    | Nov   | Dic    | Inv      | Pri      | Est      | Aut      | Anno |
| ------------------------------------ | ------ | ------ | ------ | ------ | ------ | ----- | ----- | ----- | ----- | ------ | ----- | ------ | -------- | -------- | -------- | -------- | ---- |
| T. max. media (°C)                   | 10,8   | 12,0   | 14,3   | 17,2   | 21,0   | 24,9  | 27,7  | 27,5  | 24,8  | 20,2   | 15,3  | 11,8   | 11,5     | 17,5     | 26,7     | 20,1     | 19,0 |
| T. min. media (°C)                   | 4,8    | 5,4    | 7,5    | 10,2   | 13,7   | 17,4  | 20,0  | 19,9  | 17,3  | 13,3   | 9,1   | 6,1    | 5,4      | 10,5     | 19,1     | 13,2     | 12,1 |
| Giorni di gelo (Tmin ≤ 0 °C)         | 2      | 1      | 0      | 0      | 0      | 0     | 0     | 0     | 0     | 0      | 0     | 2      | 5        | 0        | 0        | 0        | 5    |
| Precipitazioni (mm)                  | 68     | 60     | 69     | 60     | 54     | 40    | 18    | 31    | 73    | 104    | 102   | 80     | 208      | 183      | 89       | 279      | 759  |
| Giorni di pioggia                    | 8      | 8      | 9      | 8      | 7      | 4     | 2     | 3     | 6     | 9      | 10    | 10     | 26       | 24       | 9        | 25       | 84   |
| Vento (direzione-m/s)                | NE 3,4 | NE 3,4 | SW 3,6 | SW 3,6 | SW 3,3 | W 3,1 | W 3,1 | W 3,2 | W 3,0 | NE 3,4 | E 3,6 | NE 3,6 | 3,5      | 3,5      | 3,1      | 3,3      | 3,4  |

## Dati climatologici 1931-1960
In base alle medie climatiche 1931-1960, la temperatura media del mese più freddo, gennaio, è di +8,4 °C (contro i +7,8 °C della media 1961-1990) mentre quella del mese più caldo, agosto, si attesta a +24,2 °C (contro i +23,9 °C di luglio e i +23,7 °C di agosto delle medie 1961-1990); la temperatura media annua fa registrare il valore di +16,0 °C (contro i +15,6 °C della media 1961-1990).
Mediamente si contano 4 giorni di gelo all'anno (contro i 5 della media 1961-1990) e 106 giornate in cui si registrano precipitazioni, anche se inferiori alla soglia di 1 mm del giorno di pioggia, che rappresenta invece la soglia per stabilire i giorni di pioggia secondo i parametri attualmente in uso.
| Livorno Istituto Nautico (1931-1960) | Mesi | Mesi | Mesi | Mesi | Mesi | Mesi | Mesi | Mesi | Mesi | Mesi | Mesi | Mesi | Stagioni | Stagioni | Stagioni | Stagioni | Anno |
| Livorno Istituto Nautico (1931-1960) | Gen  | Feb  | Mar  | Apr  | Mag  | Giu  | Lug  | Ago  | Set  | Ott  | Nov  | Dic  | Inv      | Pri      | Est      | Aut      | Anno |
| ------------------------------------ | ---- | ---- | ---- | ---- | ---- | ---- | ---- | ---- | ---- | ---- | ---- | ---- | -------- | -------- | -------- | -------- | ---- |
| T. max. media (°C)                   | 11,4 | 12,2 | 14,5 | 17,6 | 21,2 | 24,5 | 28,2 | 28,3 | 25,7 | 21,0 | 16,0 | 11,8 | 11,8     | 17,8     | 27,0     | 20,9     | 19,4 |
| T. min. media (°C)                   | 5,2  | 6,5  | 7,8  | 10,5 | 14,0 | 17,7 | 19,7 | 20,0 | 18,2 | 14,2 | 10,5 | 6,5  | 6,1      | 10,8     | 19,1     | 14,3     | 12,6 |
| Giorni di gelo (Tmin ≤ 0 °C)         | 2    | 1    | 0    | 0    | 0    | 0    | 0    | 0    | 0    | 0    | 0    | 1    | 4        | 0        | 0        | 0        | 4    |
| Giorni di pioggia                    | 10   | 9    | 11   | 10   | 9    | 6    | 3    | 4    | 7    | 13   | 12   | 12   | 31       | 30       | 13       | 32       | 106  |

## Temperature estreme mensili dal 1856 in poi
La temperatura minima assoluta registrata dalla stazione meteorologica dalla sua attivazione, avvenuta il 1º novembre 1856, è rappresentata dai -7,0 °C toccati l'11 gennaio 1985, sebbene negli annali idrologici compaiano un inverosimile valore di -8,0 °C che sarebbe stato registrato il 29 gennaio 1976 e un refuso di -7,6 °C nella terza decade del febbraio 1929 ad ondata di gelo oramai terminata, che non hanno trovato riscontri nei valori registrati in quei distinti giorni nelle aree limitrofe.
La temperatura massima assoluta di +37,8 °C è stata invece registrata il 4 luglio 1905.
| Livorno Istituto Nautico (1856-2023) | Mesi        | Mesi        | Mesi        | Mesi        | Mesi        | Mesi        | Mesi        | Mesi        | Mesi        | Mesi        | Mesi        | Mesi        | Stagioni | Stagioni | Stagioni | Stagioni | Anno |
| Livorno Istituto Nautico (1856-2023) | Gen         | Feb         | Mar         | Apr         | Mag         | Giu         | Lug         | Ago         | Set         | Ott         | Nov         | Dic         | Inv      | Pri      | Est      | Aut      | Anno |
| ------------------------------------ | ----------- | ----------- | ----------- | ----------- | ----------- | ----------- | ----------- | ----------- | ----------- | ----------- | ----------- | ----------- | -------- | -------- | -------- | -------- | ---- |
| T. max. assoluta (°C)                | 19,6 (2007) | 21,5 (1990) | 24,1 (2012) | 26,2 (2018) | 32,2 (1875) | 35,4 (1935) | 37,8 (1905) | 36,8 (2003) | 33,6 (1982) | 28,8 (1990) | 25,0 (2004) | 21,5 (1872) | 21,5     | 32,2     | 37,8     | 33,6     | 37,8 |
| T. min. assoluta (°C)                | −7,0 (1985) | −6,6 (1929) | −4,8 (2005) | 0,1 (1871)  | 3,0 (1960)  | 7,8 (1881)  | 11,6 (1969) | 10,8 (1896) | 5,0 (1889)  | 0,6 (1941)  | −1,7 (1858) | −5,4 (1879) | −7,0     | −4,8     | 7,8      | −1,7     | −7,0 |

## Temperature estreme decadali dal 1856
Di seguito sono riportate le temperature estreme decadali registrate dal 1856 ad oggi, con la relativa data in cui si sono verificate.
| Decadi          | Temperature massime assolute e relative date     | Temperature minime assolute e relative date                   |
| --------------- | ------------------------------------------------ | ------------------------------------------------------------- |
| 1°-10 gennaio   | +19,0 °C il 1º gennaio 1962                      | -6,0 °C il 2 gennaio 1905                                     |
| 11-20 gennaio   | +19,6 °C il 19 gennaio 2007                      | -7,0 °C l'11 gennaio 1985                                     |
| 21-31 gennaio   | +18,6 °C il 28 gennaio 1936 e il 31 gennaio 2006 | -6,8 °C il 24 gennaio 1869                                    |
| 1°-10 febbraio  | +18,5 °C l'8 febbraio 1993                       | -6,1 °C il 3 febbraio 1929                                    |
| 11-20 febbraio  | +20,0 °C il 14 febbraio 1877                     | -6,6 °C il 14 febbraio 1929 e il 16 febbraio 1956             |
| 21-29 febbraio  | +21,5 °C il 22 febbraio 1990                     | -3,2 °C il 27 febbraio 2018                                   |
| 1°-10 marzo     | +22,5 °C il 10 marzo 2017                        | -4,8 °C il 1º marzo 2005                                      |
| 11-20 marzo     | +23,7 °C il 16 marzo 1882                        | -2,3 °C il 13 marzo 1883                                      |
| 21-31 marzo     | +24,1 °C il 26 marzo 2012                        | 0,0 °C il 25 marzo 1907, 22, 23 marzo 1958 e il 24 marzo 1998 |
| 1°-10 aprile    | +25,0 °C il 4 aprile 1926                        | +0,1 °C il 1º aprile 1871                                     |
| 11-20 aprile    | +25,2 °C il 15 aprile 1952                       | +1,8 °C il 16 aprile 1913                                     |
| 21-30 aprile    | +26,2 °C il 21 aprile 2018                       | +1,5 °C il 22 aprile 1908                                     |
| 1°-10 maggio    | +30,5 °C l'8 maggio 1965                         | +3,0 °C il 1º maggio 1960                                     |
| 11-20 maggio    | +31,0 °C 11, 14 maggio 1998                      | +5,2 °C il 12 maggio 1910                                     |
| 21-31 maggio    | +32,2 °C il 24 maggio 1875 e il 27 maggio 2022   | +6,3 °C il 24 maggio 1887                                     |
| 1°-10 giugno    | +33,4 °C il 10 giugno 1937                       | +7,8 °C il 9 giugno 1881                                      |
| 11-20 giugno    | +34,4 °C il 11 giugno 1887                       | +9,2 °C il 19 giugno 1923                                     |
| 21-30 giugno    | +35,4 °C il 29 giugno 1935                       | +11,2 °C il 24 giugno 1995                                    |
| 1°-10 luglio    | +37,8 °C il 4 luglio 1905                        | +11,6 °C il 10 luglio 1969                                    |
| 11-20 luglio    | +36,6 °C il 18 luglio 1871                       | +12,0 °C il 16 luglio 1970                                    |
| 21-31 luglio    | +37,0 °C il 30 luglio 1983                       | +13,0 °C il 29 luglio 1889                                    |
| 1°-10 agosto    | +36,8 °C il 5 agosto 2003                        | +11,3 °C il 3 agosto 1880                                     |
| 11-20 agosto    | +35,8 °C il 20 agosto 1932                       | +11,5 °C il 12 agosto 1880                                    |
| 21-31 agosto    | +35,4 °C il 27 agosto 1865                       | +10,8 °C il 30 agosto 1896                                    |
| 1°-10 settembre | +33,6 °C il 4 settembre 1982                     | +10,6 °C il 10 settembre 1892                                 |
| 11-20 settembre | +33,1 °C il 12 settembre 1865                    | +5,0 °C il 17 settembre 1889                                  |
| 21-30 settembre | +31,8 °C il 28 settembre 1874                    | +6,4 °C il 22 settembre 1960                                  |
| 1°-10 ottobre   | +28,6 °C l'8 ottobre 1875                        | +5,0 °C il 7 ottobre 1867                                     |
| 11-20 ottobre   | +28,8 °C il 14 ottobre 1990                      | +4,0 °C il 12 ottobre 1867 e il 13 ottobre 1960               |
| 21-31 ottobre   | +27,7 °C il 21 ottobre 2012                      | +0,6 °C il 31 ottobre 1941                                    |
| 1°-10 novembre  | +25,0 °C il 4 novembre 2004                      | -1,7 °C il 6 novembre 1858                                    |
| 11-20 novembre  | +22,8 °C l'11 novembre 2005                      | -0,9 °C l'11 novembre 1876                                    |
| 21-30 novembre  | +22,5 °C il 27 novembre 2006                     | -1,6 °C il 29 novembre 1915                                   |
| 1°-10 dicembre  | +21,5 °C il 9 dicembre 1872                      | -5,4 °C il 10 dicembre 1879                                   |
| 11-20 dicembre  | +20,4 °C il 16 dicembre 1989                     | -5,3 °C il 17 dicembre 2010                                   |
| 21-31 dicembre  | +19,1 °C il 25 dicembre 2006                     | -4,2 °C il 29 dicembre 1996                                   |